# Zwarte pitohui
De zwarte pitohui (Melanorectes nigrescens; synoniem: Pitohui nigrescens) is een zangvogel uit de familie Pachycephalidae (dikkoppen en fluiters).

## Verspreiding en leefgebied
Deze soort is endemisch in de bergen van Nieuw-Guinea en telt vijf ondersoorten:
- M. n. nigrescens: noordwestelijk Nieuw-Guinea.
- M. n. wandamensis: Wandammen (westelijk Nieuw-Guinea).
- M. n. meeki: van westelijke-centraal tot oostelijk-centraal Nieuw-Guinea.
- M. n. harterti: noordoostelijk Nieuw-Guinea.
- M. n. schistaceus: zuidoostelijk Nieuw-Guinea.

## Status
De grootte van de populatie is niet gekwantificeerd maar de soort wordt omschreven als schaars. Op de Rode lijst van de IUCN heeft deze soort de status niet bedreigd.